# Frederico Westphalen
Frederico Westphalen (Lapa, 31 de outubro de 1876 – 28 de outubro de 1942)
foi um agrimensor e político brasileiro, conhecido por ter sido chefe da Comissão de Terras de Palmeira. O município de Frederico Westphalen é assim denominado em sua homenagem.
Filho do médico Fernando Westphalen (1842-1903), descendente de alemães e suíços, e de Thecla Mendes (1858-1898), casou-se com Agueda Pires da Silva em 1905. Está sepultado no Cemitério da Santa Casa de Misericórdia, em Porto Alegre.